# Хампстед (Мериленд)
Хампстед (енгл. Hampstead) град је у америчкој савезној држави Мериленд.

## Демографија
По попису из 2010. године број становника је 6.323, што је 1.263 (25,0%) становника више него 2000. године.
| Група             | 2000.         | 2010.         |
| Белци             | 4.908 (97,0%) | 5.812 (91,9%) |
| Афроамериканци    | 40 (0,8%)     | 125 (2,0%)    |
| Азијати           | 26 (0,5%)     | 88 (1,4%)     |
| Хиспаноамериканци | 55 (1,1%)     | 188 (3,0%)    |
| Укупно            | 5.060         | 6.323         |